# Будинок професора Миколи Козлова XIX ст. (Київ)
Цікава історія споруди за адресою Бульвар Шевченка, 16 або Володимирська вулиця, 56, між Національною бібліотекою ім. М. Максимовича та будинком Президії НАН України, подана в публікації В. Іскорко-Гнатенко.
Власником цього будинку був доктор медицини, професор Микола Іларіонович Козлов (1814-1889). 1841 року проф. М. Козлов став першим завідувачем кафедри анатомії медичного факультету Університету Св. Володимира. Окрім того, він був домашнім лікарем київського генерал-губернатора Д. Бібікова, за пропозицією якого в 1853 р. виїхав на місце попередньої служби до Санкт-Петербурга (1854 року обраний віце-президентом Медичного департаменту, згодом очолив Медично-хірургічну академію).
В будинку на перетині тодішніх Великої Володимирської вулиці і Університетського (з 1869 р. Бібіковського) бульвару містилися два навчальні заклади – Друга київська чоловіча гімназія (з 1851 до серпня 1856, коли перейшла у власну сусідню будівлю) а також пансіон А. Нельговської (з 1852 р.), в якому в 1861–1866 роках  навчалася майбутня відома українська письменниця і громадська діячка Олена Пчілка.  
В 1850-1854 роках директором Другої київської гімназії був історик Микола Рігельман. Тут викладали словесність майбутній шевченкознавець Михайло Чалий і Євген Судовщиков – батько письменниці Грицько Григоренко, читав латинь знайомий Тараса Шевченка Іван Юскевич-Красковський, навчалися гімназисти Павло Чубинський – автор українського національного гімну і народник Тадей Рильський.
Про особу власниці пансіону писала газета “Киевлянин” (1875 р., №75) у некролозі: Агафія Осипівна Нельговська, з роду Романовська, народилась у м. Миколаєві 1828 року. Дитиною залишилася сиротою, тому виховував її дядько, генерал Клоков. Навчалася вона в польському зразковому пансіоні пані А. Залеської, після закінчення якого була залишена в ньому класною дамою, згодом за рекомендацією Залеської три роки працювала в домі тодішнього помічника попечителя Київського учбового округу М. Юзефовича вихователькою його дітей, була найкращою серед гувернанток і користувалась великим авторитетом у домі чиновника. 1851 році вона одружилась з колезьким реєстратором Ганфом і в 24 роки вже відкрила власний дівочий пансіон (очевидно, не без допомоги того самого Юзефовича) у будинку проф. Козлова.
У 1858 вона вийшла заміж вдруге, ставши Нельговською. Свій пансіон Агата Нельговська утримувала 12 років. У листі до матері Михайло Драгоманов від 16 серпня 1864 року повідомляв, що “Нельговская передает пансион Ольге Софроновне, а сама оставляет себе только звание”.
А. Нельговська брала участь в організації недільних шкіл, які запроваджувались при сприянні попечителя Київського навчального округу, славетного М. Пирогова і при підтримці професора історії Університету Св. Володимира П. Павлова. Слідом за чоловічими недільними школами 31 січня 1860 року Нельговська відкрила першу жіночу недільну школу. Ось що писав у листі до Т. Шевченка від 8 вересня 1860 року майбутній його біограф, тоді інспектор Другої київської гімназії Михайло Чалий: “Кроме двух мужских школ – на Подоле и на Новом строении, – во 2-ю гимназию собираются по воскресениям девочки: их взялись учить классные дамы соседнего пансиона m[adame] Нельговской, но эта мадам, кажется, хочет только порисоваться перед публикою своими прогрессивными тенденциями, – а дела не делает. Но есть надежда, что за это дело возмутся женщины более гуманные, тогда можно ожидать истинной пользы”. Чим викликана така характеристика педагогічної діяльності А. Нельговської палкого українофіла М. Чалого, можна тільки здогадуватись.
Після того, як Т. Шевченко передав М. Чалому через В. Тарновського-молодшого 50 примірників “Кобзаря“, з тим, щоб виручені від продажу кошти мали піти на користь недільних шкіл, 8 січня 1861 року педагогічні ради недільних шкіл Новостроєнської, Подільскої, Печерської, пані Є. Гогоцької (при Фундуклеївській гімназії, де серед викладачів є прізвище Л. Кучинської) і пані Нельговської висловили сердечну подяку Т. Шевченку за матеріальну підтримку. 
В 1873–1917 роках у колишньому будинку проф. М. Козлова містився Київський військово-окружний суд. Як і сусідня Друга чоловіча гімназія (тепер бульвар Тараса Шевченка, 18), будівля в 1960-х роках була значно реконструйована, зокрема надбудовано два поверхи. У 1957-1979 роках тут містився Республіканський будинок економічної і науково-технічної пропаганди товариства "Знання" УРСР, в якому бували видатні діячі. На жаль, ця споруда не згадана у “Зводі пам’яток історії та культури України”. У 2010-ті роки тут міститься один з відділів Міністерства освіти і науки України.